# Liste der Einträge im National Register of Historic Places im Renville County (Minnesota)

Lage des Renville County in Minnesota

Die Liste der Einträge im National Register of Historic Places im Renville County in Minnesota führt alle Bauwerke und historischen Stätten im Renville County auf, die in das National Register of Historic Places aufgenommen wurden.
| [ 2 ] | Name                                | Bild                                | Eintragsdatum        | Lage                                                                  | Ort          | Beschreibung |
| ----- | ----------------------------------- | ----------------------------------- | -------------------- | --------------------------------------------------------------------- | ------------ | --- |
| 1     | Birch Coulee                        | Birch Coulee                        | 1973 ID-Nr. 73000995 | Abseits der County Highways 2 und 18 44° 34′ 33,6″ N, 94° 58′ 35,4″ W | Morton       | Stätte der Battle of Birch Coulee während des Sioux-Aufstand von 1862                                                                           |
| 2     | Joseph Brown House Ruins            | Joseph Brown House Ruins            | 1986 ID-Nr. 86002838 | County Road 15 44° 41′ 47,4″ N, 95° 19′ 21,9″ W                       | Sacred Heart | Ruine des 1862 beim Sioux-Aufstand zerstörten Wohnhauses von Joseph R. Brown (1805–1870), einem Politiker und Indianeragenten; heute State Park |
| 3     | Heins Block                         | Heins Block                         | 2001 ID-Nr. 01000842 | 102-104 North 9th Street 44° 46′ 36″ N, 94° 59′ 23″ W                 | Olivia       | 1896 im Queen Anne-Stil errichtetes Geschäftsgebäude                                                                                            |
| 4     | Minneapolis and St. Louis Depot     | Minneapolis and St. Louis Depot     | 1986 ID-Nr. 86001921 | Park Street Ecke 2nd Avenue, South 44° 31′ 34,8″ N, 94° 43′ 12,5″ W   | Fairfax      | 1883 errichtetes Bahnhofsgebäude |
| 5     | Renville County Courthouse and Jail | Renville County Courthouse and Jail | 1986 ID-Nr. 86001281 | 500 East DePue Avenue 44° 46′ 33,7″ N, 94° 59′ 0,1″ W                 | Olivia       | 1902 im Classical Revival-Stil errichtetes Justiz- und Verwaltungsgebäude sowie 1904 errichtetes Gefängnis                                      |
| 6     | Lars Rudi House                     | Lars Rudi House                     | 1986 ID-Nr. 86001924 | County Road 15 44° 40′ 20″ N, 95° 17′ 37,2″ W                         | Sacred Heart | 1868 errichtetes Blockhaus des norwegischen Einwanderers und Wanderpredigers Lars Rudi                                                          |